# Palifermin
Palifermin (tên thương mại Kepivance, được tiếp thị bởi Biovitrum) là một yếu tố tăng trưởng keratinocyte tái tổ hợp của con người (KGF)  được sản xuất tại Escherichia coli. KGF kích thích sự phát triển của các tế bào nằm trên bề mặt của miệng và đường ruột.

## Sử dụng trị liệu)
Khi bệnh nhân bị ung thư máu (bệnh bạch cầu và lymphoma) được hóa trị liệu và xạ trị liều cao để tiến hành ghép tủy xương, họ thường bị viêm niêm mạc miệng nghiêm trọng. Palifermin làm giảm tỷ lệ mắc và thời gian bị viêm niêm mạc miệng nghiêm trọng  bằng cách bảo vệ các tế bào đó và kích thích sự phát triển của các tế bào biểu mô mới để xây dựng hàng rào niêm mạc.
Palifermin cũng đang được nghiên cứu trong phòng ngừa và điều trị viêm niêm mạc miệng và chứng khó nuốt trong các loại ung thư khác.

## Mục tiêu/cơ chế tác dụng của thuốc
Yếu tố tăng trưởng Keratinocyte (KGF) nằm trong họ yếu tố tăng trưởng nguyên bào sợi (FGF). Mục tiêu của thuốc là thụ thể KGF. Thông qua sự gắn kết của thuốc này với thụ thể đã nói ở trên, Palifermin kích thích tăng sinh tế bào biểu mô, biệt hóa và điều hòa lại các cơ chế tế bào chất để giảm các triệu chứng viêm niêm mạc miệng.

## Tác dụng phụ
Các tác dụng phụ thường gặp thường thấy khi sử dụng Palifermin bao gồm, nhưng không giới hạn ở: 
- Sưng
- Đau (bao gồm đau khớp)
- Tăng men tụy
- Tăng huyết áp
- Protein niệu

 Một số tác dụng phụ nghiêm trọng hơn có thể được nhìn thấy dưới đây: 
- Khó thở
- Thay đổi bề ngoài hoặc màng nhầy xuất hiện / cảm giác (đỏ / phát ban, sưng, ngứa, thay đổi màu sắc hoặc độ dày của lưỡi, thay đổi vị giác)
- Sốt[6]

## Đường dùng
Palifermin được dùng qua tiêm bolus tiêm tĩnh mạch. Thuốc xuất hiện dưới dạng bột đông khô phải được pha lại bằng nước vô trùng để tiêm trước khi được sử dụng. Nó được đưa ra trong ba ngày trước và ba ngày sau khi hóa trị được trải qua. Tuy nhiên, điều quan trọng là thuốc không được sử dụng trong vòng 24 giờ của quá trình hóa trị liệu thực tế. Thuốc này thường được dùng trong bệnh viện, nhưng có thể uống tại nhà theo hướng dẫn cụ thể về việc chuẩn bị và lưu trữ từ bác sĩ. Liều lượng khuyến cáo bao gồm 60 µg/ kg/ngày.

## Tương tác thuốc
Nên tránh dùng đồng thời Palifermin với Heparin. Tương tác thuốc với Heparin bao gồm phơi nhiễm toàn thân với Palifermin. Tránh dùng Palifermin trong vòng 24 giờ sau khi hóa trị liệu tủy, vì điều này có thể dẫn đến tăng viêm niêm mạc miệng.

## Thử nghiệm tiền lâm sàng

### Nghiên cứu độc tính
Các nghiên cứu về độc tính được thực hiện bằng cách sử dụng các mô hình động vật, sử dụng nhiều loại, bao gồm chuột, chuột và khỉ. Liều đơn ở chuột và khỉ được đưa ra tương ứng lên tới 30.000 và 50.000 microgam/kg. Liều hàng ngày 1.000 và 300 microgam/kg, tương ứng, đã được trao cho chuột và khỉ trong 28 ngày liên tiếp. Các tác dụng độc hại được ghi nhận bao gồm các tác dụng dược lý phóng đại của thuốc, như chứng tăng sừng của da và lưỡi và tăng sản tế bào của yêu tinh trong đường tiêu hóa. Nó đã được lưu ý rằng những con chuột nhạy cảm với những hiệu ứng này hơn những con khỉ. Các xét nghiệm bất thường di truyền gây ra bao gồm đột biến đảo ngược microchromosome và xét nghiệm gây đột biến E. coli đã được hoàn thành bằng cách sử dụng chuột. Không có tác dụng gây độc gen được ghi nhận từ nghiên cứu này.

## Các thử nghiệm lâm sàng

### Giai đoạn I
- Nghiên cứu 950170: Nghiên cứu đầu tiên về con người bao gồm quản trị thông qua tuyến dưới da. Nghiên cứu này đã kết thúc sớm do số lượng lớn các phản ứng bất lợi được quan sát xung quanh/trong vị trí tiêm.
- Nghiên cứu 960136: (Liều lượng leo thang). Dự định để xác định sự an toàn và khả năng dung nạp, hoạt động sinh học và hồ sơ dược động học ở 61 tình nguyện viên khỏe mạnh. Nghiên cứu bao gồm một liều duy nhất cũng như sự kết hợp của 3 liều hàng ngày (dao động từ 0,22020 microgam/kg) được đưa ra liên tiếp. Nó đã được xác định rằng liều duy nhất không dẫn đến sản xuất đáng kể các tế bào biểu mô.
- Nghiên cứu 970136 (Ngẫu nhiên, mù đôi, kiểm soát giả dược, leo thang liều). Dự định để xác định sự an toàn và khả năng dung nạp, và dược động học của một liều duy nhất, tiêm tĩnh mạch (dao động từ 52020 microgam/kg) ở 24 tình nguyện viên khỏe mạnh. Nó đã được tìm thấy rằng tiếp xúc có hệ thống tỷ lệ thuận với liều dùng. Phân phối ngoại mạch của thuốc đã được ghi nhận.
- Nghiên cứu 970290 (Nhãn mở). Dự định để đánh giá tính chất dược động học xen kẽ biến đổi của thuốc trong bốn, tình nguyện viên nam khỏe mạnh. Nó đã được xác định rằng một biến thiên liên chủ thể cao không phải là nguyên nhân của sai sót liều trong các nghiên cứu trước đây.
- Nghiên cứu 970276 (Liều lượng leo thang). Dự định để xác định tính an toàn và khả năng dung nạp, tính chất dược động học và dược lực học của thuốc so với giả dược ở 18 tình nguyện viên khỏe mạnh. Nghiên cứu bao gồm liều IV hàng ngày trong ba ngày liên tiếp (20 hoặc 40 microgam/kg). Nó đã được xác định rằng các đối tượng nhận được ba liều hàng ngày 40 microgam/kg đã chứng minh sự sản xuất đầy đủ các tế bào biểu mô ở niêm mạc buccal. Độ cao dự đoán trong amylase và lipase cũng được xác định.
- Nghiên cứu 20010192 (Ngẫu nhiên, mù đôi, kiểm soát giả dược, leo thang liều). Dự định để xác định tính an toàn và khả năng dung nạp, tính chất dược động học và dược lực học của thuốc so với giả dược bằng cách sử dụng một liều IV duy nhất (dao động từ 60 đến 250 microgam/kg) ở 84 tình nguyện viên khỏe mạnh. Nó đã được xác định rằng sau 30 phút đầu tiên (sau khi dùng liều IV), sự giảm nồng độ nhanh chóng xảy ra, tiếp theo là một cao nguyên tiếp theo sau khi đạt được 1,5 giờ. Một sự suy giảm nồng độ đã được theo dõi một cách nhất quán sau khi đạt được 6 giờ sau liều. Cũng lưu ý rằng với liều tăng gấp 4 lần, AUC tăng 3 lần. Giá trị thời gian bán hủy của 4 trận6 giờ đã được ghi nhận; phân phối ngoại mạch của thuốc cũng được ghi nhận.[8]

### Giai đoạn II
- Nghiên cứu 980231 (Ngẫu nhiên, mù đôi, kiểm soát giả dược). Ba chế độ liều được bao gồm: trước khi đăng bài, trước đó, và giả dược Palifermin (60 microgam/kg) bằng IV trong ba ngày liên tiếp trước khi hóa trị và sau khi tế bào tiền thân máu ngoại vi tự trị (PBPC). Hiệu quả đã được chứng minh trong thuốc so với giả dược.[9]

### Giai đoạn III
- Nghiên cứu 2000162 (Ngẫu nhiên, mù đôi, kiểm soát giả dược). Dự định để đánh giá hiệu quả của Palifermin trong việc giảm viêm niêm mạc miệng ở những đối tượng mắc bệnh ác tính về huyết học trải qua hóa trị liệu với cấy ghép tế bào tiền thân máu ngoại vi tự trị. Bệnh nhân được dùng 3 liều hàng ngày, IV liên tiếp (hoặc giả dược) Palifermin (60 microgam/kg) trước khi hóa trị và Filgrastim (60 microgam/kg) được tiêm sau khi ghép trong ba ngày liên tiếp. Hiệu quả đã được chứng minh trong thuốc so với giả dược.[9]

## Chi phí
Palifermin có giá khoảng 5.000 euro (423.760 rupee Ấn Độ) mỗi lần điều trị cho 70   kg bệnh nhân.

### Doanh thu hàng năm
Lợi nhuận trên toàn thế giới trong nhiều năm 2008 20152011 được cung cấp dưới đây.
- 2008: 5,7 triệu đô la
- Năm 2009: 109,9 triệu đô la
- Năm 2010: 94,8 triệu đô la
- 2011: 77,9 triệu đô la [11]